# Cyclone BD

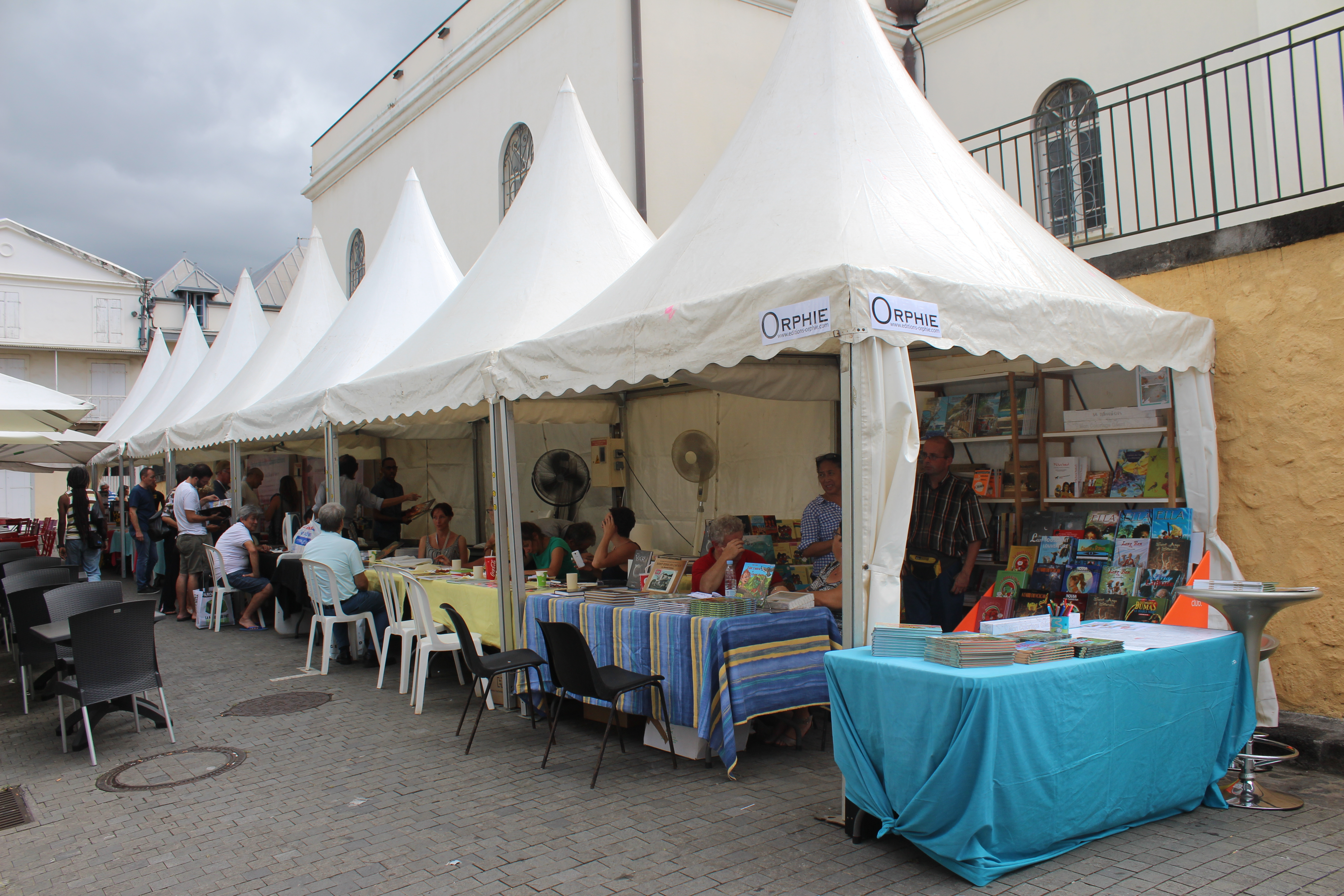
Stands derrière la cathédrale de Saint-Denis lors du Cyclone BD en 2015.

Cyclone BD est un festival de bande dessinée organisé tous les deux ans à Saint-Denis de La Réunion. Fondé en 2001, à l'initiative du Cri du Margouillat, il a eu lieu annuellement jusqu'en 2003 avant de fonctionner en alternance avec le Festival du livre et de la bande dessinée.